# .bh
.bh — национальный домен верхнего уровня для Королевства Бахрейна.

## Регистратор
Регистрацию доменов второго уровня в .bh осуществляет компания Batelco. Возможна регистрация только в доменах третьего уровня: .com.bh, .info.bh, .cc.bh, .edu.bh, .biz.bh, .net.bh, .org.bh, .gov.bh. Ограничение на длину регистрируемого имени — 15 символов.

## Условия
Регистрация имён доступна для официально зарегистрированных юридических лиц Бахрейна (то есть для коммерческих и общественных организаций, а также государственных учреждений) или же иностранных юридических лиц, имеющих в Бахрейне представительство. Для регистрации доменного имени необходимо воспользоваться услугами хостинга компании Batelco.

## Стоимость
Вступительный взнос — 15 BD;
Ежемесячная плата за техническое обслуживание — 3 BD.